# Gare d'Aki-Kameyama
La gare d'Aki-Kameyama (あき亀山駅, Aki-Kameyama-eki) est une gare ferroviaire de la ville d'Hiroshima, dans la préfecture d'Hiroshima au Japon. La gare est exploitée par la compagnie JR West.

## Situation ferroviaire
Gare terminus, la gare d'Aki-Kameyama est située au point kilométrique (PK) 15,6 de la ligne Kabe.

## Historique
La gare actuelle d'Aki-Kameyama a été inaugurée le 4 mars 2017 lors de la réouverture d'une partie anciennement fermée de la ligne Kabe. Il existait une gare du même nom (mais écrite différemment en japonais) à 300 m en amont de la ligne, qui a fonctionné de 1936 à 2003.

## Service des voyageurs

### Accueil
La gare dispose d'un bâtiment voyageurs, avec guichets, ouvert tous les jours.

### Desserte
- Ligne Kabe :
  - voies 1 et 2 : direction Yokogawa et Hiroshima